# ساراسا (سرزمین آلتای)
ساراسا (به لاتین: Sarasa) یک منطقهٔ مسکونی در روسیه است که در سرزمین آلتای واقع شده‌است.